# رقص مارگون
«رقص مارگون» (فرانسوی: Danse Serpentine‎) یک فیلم صامت و کوتاه فرانسوی به کارگردانی ژرژ ملی‌یس است که در سال ۱۸۹۶ منتشر شد.
این فیلم هم‌اکنون یک فیلم گمشده است.